# Charles Jones (baloncestista de 1975)
Charles Rahmel Jones (17 de julio de 1975, Brooklyn, Nueva York, Estados Unidos) es un exjugador de baloncesto estadounidense, retirado en el año 2010, que jugó en la NBA y diversas ligas a lo largo del mundo.

## Carrera

### Juventud
Criado en Bedford-Stuyvesant (Brooklyn), Nueva York, Jones era uno de los dos hijos de Charles y Cathy Jones; graduado de la Bishop Ford Central Catholic High School en 1993. En 1997 John le develó al diario estadounidense The New York Times que cerca de 15 sus amigos del barrio de Bedford–Stuyvesant fueron asesinados en la calle.

### Universidad
Comenzó sus estudios universitarios en la Universidad Rutgers en el año 1993, y disputó junto al club de baloncesto de la institución, los Rutgers Scarlet Knights, las temporadas 1993-94 y 1994-95 de la NCAA. En el verano boreal de 1995 fue reclutado por Ray Haskins, entrenador de la Universidad de Long Island, que conocía a Jones desde que tenía 8 años y vivía cerca de la casa de su familia en Bedford-Stuyvesant. Debido a la reglamentación de la NCAA, debió mantenerse fuera de las canchas por un año ante el cambio de universidad. En 1996, comenzó a jugar con los Long Island Blackbirds y fue el goleador de la temporada 1996-97 con 30.1 puntos por partido siendo el primer jugador de la conferencia en obtener ese título a nivel nacional y llevando a su equipo a capturar la temporada regular de la Northeast Conference y el torneo de la Conferencia. Jones, que recibió el Premio Haggerty al mejor baloncestista universitario del área metropolitana de Nueva York y el premio al mejor baloncestista masculino del año de la Northeast Conference, intentó 37 tiros de campo contra Villanova en la primera ronda de esa temporada. En la temporada siguiente, la 1997-98, Jones volvió a ser el goleador y el mejor baloncestista del año de la Northeast Conference, en esta ocasión con 29 puntos por juego, convirtiéndose en el séptimo jugador de la NCAA en obtener dos títulos de goleador consecutivos. El equipo volvió a alzarse con el título de la temporada regular pero cayeron en la final ante Fairleigh Dickinson University. Mantiene el récord de los Blackbirds de convertir ocho tiros de tres puntos en un mismo juego, hecho que sucedió en 1998 ante Wagner.
En 1997 fue suspendido por dos partidos debido a la reglamentación de la NCAA que dicta que todos los jugadores de la división deben limitar sus participaciones en equipos de baloncesto a un equipo y una liga. Jones fue visto en diversas ligas de la ciudad de Nueva York y una de esas ocasiones fue jugando en el Rucker Park de Harlem. En 1999, tras graduarse en la Universidad de Long Island, fue arrestado por posesión de arma tras amenazar junto a dos hombres a un guardia de seguridad del campus de la Universidad.

#### Estadísticas
| Año     | Equipo      | PJ  | MPP  | %TC  | %3P  | %TL  | RPP | APP | PPP  |
| ------- | ----------- | --- | ---- | ---- | ---- | ---- | --- | --- | ---- |
| 1993-94 | Rutgers     | 27  | 31.5 | .358 | .372 | .675 | 2.9 | 2.8 | 13.9 |
| 1994-95 | Rutgers     | 21  | 29.9 | .407 | .322 | .630 | 4.6 | 3.2 | 13.3 |
| 1996-97 | Long Island | 30  | 37.3 | .451 | .360 | .634 | 6.0 | 4.6 | 30.1 |
| 1997-98 | Long Island | 30  | 36.8 | .453 | .344 | .639 | 5.2 | 7.4 | 29.0 |
| Total   | Total       | 108 | 34.3 | .429 | .352 | .640 | 4.7 | 4.7 | 22.5 |

### Profesional
El 21 de enero de 1999 fue contratado como agente libre por los Chicago Bulls, donde disputó 29 partidos y promedió 3.7 puntos por partido. Al finalizar esa temporada dejó de ser jugador del club para unirse a Los Angeles Clippers, equipo donde participó en 56 encuentros promediando 3.4 puntos por partido. En el año 2000, luego de ser liberado por Los Angeles Clippers el 7 de julio de ese mismo año, se incorporó al club italiano BingoSNAI Montecatini de la Lega A, donde disputó 28 partidos y promedió 10.2 puntos por juego.
La temporada siguiente se mudó a Grecia, para jugar en el Ionikos Egnatia Bank, equipo participante de la primera división griega, la A1 Ethniki. Tras un año en ese club, retornó a Estados Unidos, donde en el año 2003 se desempeñó en el New York Primetime de la Eastern Basketball Alliance y en los Brooklyn Kings de la USBL. Finalizó el año en el equipo israelí Maccabi Rishon LeZion, de la Ligat ha'Al y el Galatasaray Spor Kulübü de la Türkiye 1. En enero de 2004 firmó con el club argentino, Libertad de Sunchales de la LNB donde en 22 juegos promedió 12,4 puntos por partido, con una efectividad 54,5% en libres, 71,8% en dobles y 25,3% en triples.
A continuación, jugó durante un año en el PBC Lukoil Academic de Bulgaria, en la Liga de Baloncesto de Bulgaria y su equipo logró conquistar el campeonato. Retornó a Sudamérica para jugar en el Nonis de Santa Cruz en Bolivia, volviendo a conquistar un título. Ese mismo año vistió los colores de los Albany Patroons en la CBAy de Strong Island Sound de la ABA. En 2006 volvió a Argentina, en esta ocasión para jugar en el club Gimnasia y Esgrima de la ciudad de Comodoro Rivadavia. El equipo logró consagrarse campeón de la Liga Nacional de Básquet por primera vez en su historia y Jones logró 10.1 puntos, 5.5 rebotes y 3.1 asistencias por partido. Al finalizar la temporada se dirigió al Long Island Primetime de la United States Basketball League, retornando nuevamente al Gimnasia y Esgrima para disputar la temporada 06/07 con 10.6 puntos de promedio (50% en dobles y 35 en triples) en 47 partidos, siendo nominado para participar en el Juego de las Estrellas de la LNB de 2007. No fue convocado para el inicio de la temporada 07/08 pero en noviembre de 2007 volvió al club como reemplazo de su compatriota Zach Ingles. Al finalizar esa temporada con 9.2 puntos, (41.5 en libres, 46% en dobles y 29.3 en triples), 3.8 rebotes, 3.3 asistencias y 1.3 recuperos, fue contratado por el Club Ciclista Olímpico. Jones no llegó a asentarse en el equipo por lo que fue dado de baja con 6.1 puntos, 3.2 asistencias y un 41% en triples en un promedio de 26 minutos en cancha. En 2010, previo a un paso por el BC Levski Sofia, se dio nuevamente un regreso al club Gimnasia y Esgrima donde fue llamado en reemplazo del lesionado Mike Jones. Sin embargo, solo se mantuvo en el equipo por un mes, ya que fue cortado por bajo rendimiento.

### Retirada
En el año 2010, volvió a su país donde inició su carrera como entrenador de baloncesto de equipos de colegios secundarios, entre los cuales se encuentra el equipo de la Bishop Ford Central Catholic High School, escuela a la que Jones asistió cuando era joven.

## Trayectoria
- Chicago Bulls - ( Estados Unidos) - NBA: 1999.
- Los Angeles Clippers - ( Estados Unidos) - NBA: 1999.
- BingoSNAI Montecatini - ( Italia) - Lega A: 2000 - 2001.
- Ionikos Egnatia Bank - ( Grecia) - A1 Ethniki: 2001 - 2002.
- New York Primetime - ( Estados Unidos) - EBA: 2003.
- Brooklyn Kings - ( Estados Unidos) - United States Basketball League: 2003.
- Maccabi Rishon LeZion - ( Israel) - Ligat ha'Al: 2003.
- Galatasaray - ( Turquía) - Türkiye 1: 2003.
- Libertad de Sunchales - ( Argentina) - LNB: 2004.
- PBC Lukoil Academic - ( Bulgaria) - NBL: 2004 - 2005.
- Nonis Santa Cruz - ( Bolivia) - Liga de Baloncesto de Bolivia: 2005.
- Albany Patroons - ( Estados Unidos) - CBA: 2005.
- Strong Island Sound - ( Estados Unidos) - ABA: 2005.
- Gimnasia y Esgrima (Comodoro Rivadavia) - ( Argentina) - LNB: 2006.
- Long Island Primetime - ( Estados Unidos) - United States Basketball League: 2006.
- Gimnasia y Esgrima (Comodoro Rivadavia) - ( Argentina) - LNB: 2007 - 2008.
- Club Ciclista Olímpico - ( Argentina) - LNB: 2008.
- BC Levski Sofia - ( Bulgaria) - NBL: 2009.
- Gimnasia y Esgrima (Comodoro Rivadavia) - ( Argentina) - LNB: 2010.

## Estadísticas de su carrera en la NBA

### Temporada regular
| Año     | Equipo         | PJ | PT | MPP  | %TC  | %3P  | %TL  | RPP | APP | ROB | TPP | PPP |
| ------- | -------------- | -- | -- | ---- | ---- | ---- | ---- | --- | --- | --- | --- | --- |
| 1998-99 | Chicago        | 29 | 5  | 16.4 | .317 | .311 | .500 | 1.4 | 1.4 | .6  | .2  | 3.7 |
| 1999-00 | L. A. Clippers | 56 | 0  | 11.8 | .328 | .331 | .739 | 1.1 | 1.7 | .5  | .1  | 3.4 |
| Total   | Total          | 85 | 5  | 13.4 | .324 | .324 | .622 | 1.2 | 1.6 | .6  | .1  | 3.5 |

## Logros y reconocimientos

### Campeonato Nacionales
- PBC Lukoil Academic - ( Bulgaria) - Liga de Baloncesto de Bulgaria: 2005.
- Nonis de Santa Cruz - ( Bolivia) - Liga de Baloncesto de Bolivia: 2005.
- Gimnasia y Esgrima (Comodoro Rivadavia) - ( Argentina) - LNB: 05/06

### Consideraciones personales
- Premio Haggerty: 1997
- Premio al mejor Baloncestista Masculino del Año de la Northeast Conference: 1997, 1998
- Primer equipo All-EBA :2003
- Juego de las Estrellas de la LNB: 2007, 2008.[12][13]